# Montgomery Worsted Mills

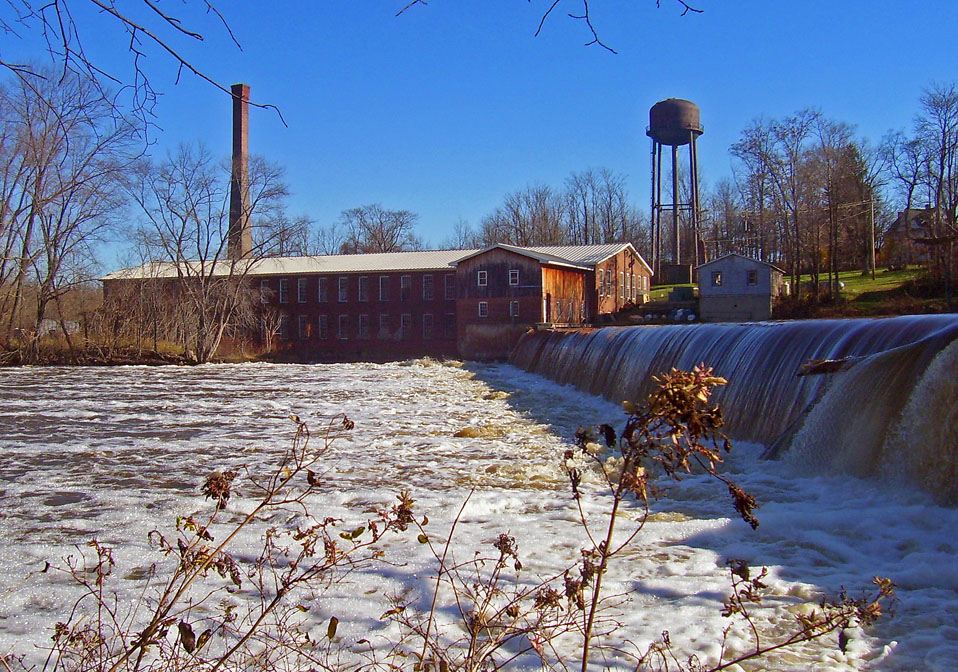
Mühlenanlage und Wehr von der anderen Flussseite aus gesehen

Die Montgomery Worsted Mills, die heutzutage auch knapper als Montgomery Mills bezeichnet werden, sind Wassermühlen am Wallkill River. Sie befinden sich am Ende der Factory Street in dem Village of Montgomery im Orange County, New York. Der Bau der Mühlen war einer der ersten Versuche in der Region, das Flusswasser zu industriellen Zwecken nutzbar zu machen.
Die Gründer Arthur Patchett und William Crabtree wurden durch den Mühlenbetrieb wohlhabend und zu herausragenden Bürgern der Ortschaft, in der sie lebten. Viele der Häuser in dem benachbarten Abschnitt der Straße wurden von ihnen für Familienmitglieder erbaut, und die Nachkommen der beiden leben noch heute im Gebiet um Montgomery. Die Mühlen sind noch in Betrieb, obwohl sie heute nicht mehr im Besitz dieser Familien sind. Sie dienen heute primär der Gewinnung elektrischer Energie durch Wasserkraft, aber auch der Kammgarnerzeugung.

## Beschreibung
Die Mühlenanlage besteht heute aus einem aus Backsteinen gemauerten Hauptgebäude, das nord-südlich ausgerichtet am Flussufer entlang verläuft. Ein rechtwinklig dazu gebauter Seitenflügel, der teilweise über das Wehr und den Mühlbach reicht, ist dreistöckig und beherbergt die Turbinen. Ein weiterer Seitenflügel, der ebenfalls von Ost nach West verläuft, nimmt Büros und Lagerräume auf. Ein zweites Backsteingebäude, das leicht erhöht am Hügel steht, ist an einen Gewerbebetrieb vermietet. Ein Stall, chronologisch das zweitälteste Gebäude des Anwesens, liegt etwas flussabwärts im angrenzenden Wald.
Factory Street wird an der Mühle zu einem Schotterweg, der zu den Gebäuden des Komplexes führt. Früher gehörten zwei Unterkünfte für Mühlenangestellte am bergauf gelegenen Rand des Anwesens dazu; sie wurden Ende der 1940er Jahre abgerissen.

## Geschichte

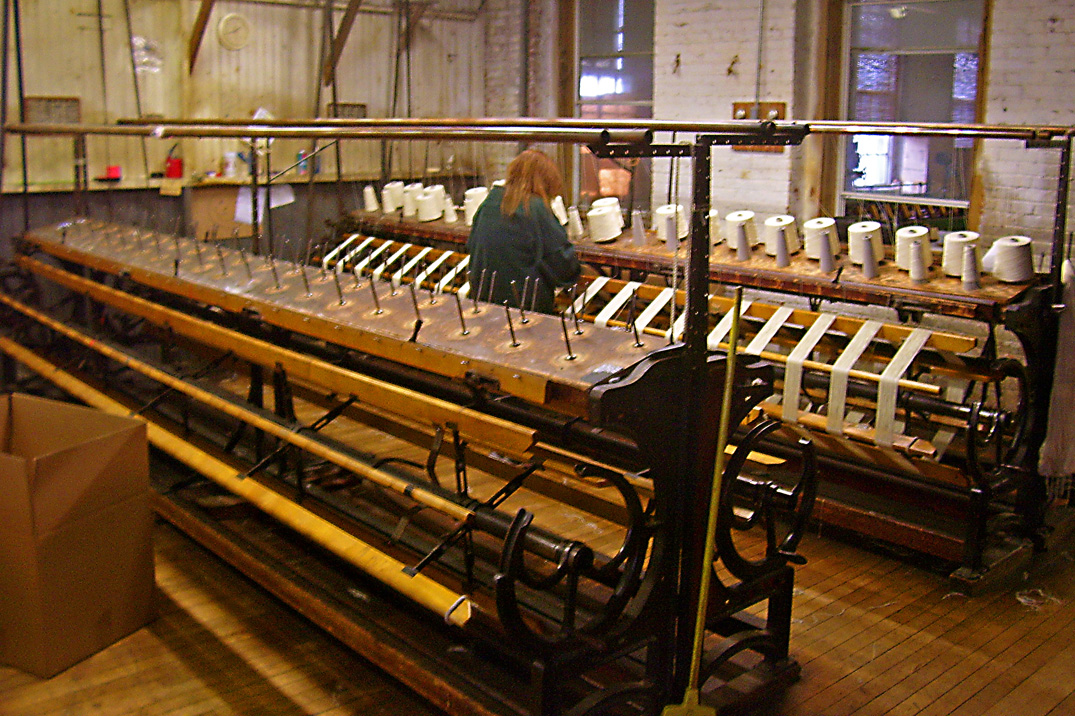
Spinnereiraum, der in der Mühle noch heute in Betrieb ist

Der Fluss wird in Höhe der Mühle mindestens seit dem 18. Jahrhundert aufgestaut. Auf dem der Mühle gegenüberliegenden Ufer bestand eine Weizenmühle, als Johannes Miller 1813 Investoren für sein Vorhaben, zunächst den Bau einer Spinnmühle, suchte. Es war einer der ersten Versuche, das Wasser des Flusses industriell zu nutzen. Zu jener Zeit wurde die Wolle direkt von ortsansässigen Schafzüchtern angeliefert und in der Mühle verarbeitet.
Das Vorhaben schlug fehl, bevor die Mühle die Arbeit aufnehmen konnte, und bis etwa 1870 gab es an der Stelle keine großen Veränderungen. Dann kaufte ein britischer Einwanderer das Anwesen: Edmund Ackroyd fügte einen dreistöckigen Anbau hinzu. Zehn Jahre später kauften William Crabtree und Arthur Patchett die Mühlenanlage und konzentrierten sich auf Kosten der Weberei auf die Kammgarnspinnerei. Sie erbauten 1897 eine Filiale an der South Colden Street in Newburgh, da in Montgomery Arbeitskräfte knapp waren.
Am Wahltag des Jahres 1891, dem 3. November, brannte die Fabrik bis auf die Grundmauern nieder. Daraufhin wurde das derzeitige, rund 4.500 m² umfassende Bauwerk stattdessen errichtet. Es nahm 1892 den Betrieb auf. Die Filiale in Newburgh wurde am 23. Mai 1900 ebenfalls durch einen Brand zerstört.
Patchett starb Ende 1901 und Crabtree nahm 1902 seine fünf Söhne als Partner in das Unternehmen auf. Er starb ein Jahr später auf einer Reise nach England. Die Söhne erbauten sich jeder ein Haus am Hang oberhalb der Mühle. Diese Gebäude, die später von Mühlenangestellten genutzt wurden, stehen nur noch teilweise.
Die Crabtree-Söhne bauten die Mühle 1906 aus, indem sie den südlichen Flügel erweiterten, um Webstühle aufstellen zu können. Die zuvor dort vorhandenen Büros wurden in den neuen Nordflügel verlegt, wo sich auch Räumlichkeiten zum Sortieren, Scheuern und Kardieren befanden. Acht Jahre später wurde das Wehr so umgebaut, dass es den Fluss in einer geraden Linie querte, und nicht mehr wie zuvor, gewinkelt. Nach dem Ersten Weltkrieg wurde die Anlage nochmals erweitert. Vor der Mitte der 1920er Jahre erbaute die Wallkill Valley Railroad eine Bahnstrecke, die in der Nähe der Mühle die Factory Street kreuzt, wodurch der Absatzweg für die erzeugten Güter beschleunigt wurde. Auch ersetzten Lastwagen die von Pferden gezogenen Fuhrwerke.

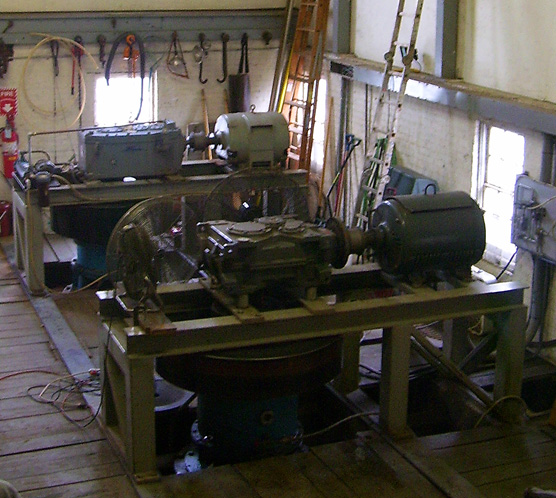
Die Turbinen zur Erzeugung elektrischer Energie sind heute die Haupteinkommensquelle für die Mühle.

Im Jahr 1922 wurde die Mühle erneut in großem Umfang umgestaltet. Es entstand ein neuer Gebäudeflügel zum Verpacken und Sortieren der Ware; auch in Newburgh wurde an der South William Street ein neues Fabrikareal bezogen. Diese Investitionen konnten allerdings nicht gewährleisten, dass das Unternehmen die Weltwirtschaftskrise überstand. So wurde es an die Familie Steinberger aus New York City verkauft, in deren Eigentum es seitdem ist.
Ende der 1940er Jahre wurden die Häuser, die zuvor die Unterkunft der Mühlenarbeiter waren, abgerissen, da sie nicht mehr benötigt wurden und ihre Unterhaltung zu teuer wurde. Die Besitzer verlegten sich auf die Erzeugung von Elektrizität und verkaufen heute eine Leistung von 250 Kilowatt an die CH Energy Group („Central Hudson Gas & Electric Corporation“ und „Central Hudson Enterprises Corporation“). Außerdem wird nach wie vor Kammgarn verkauft. Ein Teil der verfügbaren Räume ist vermietet.